# (4485) Радонежский
(4485) Радонежский (лат. Radonezhskij) — типичный астероид главного пояса, открыт 27 августа 1987 года советским астрономом Людмилой Черных в Крымской астрофизической обсерватории и 1 сентября 1993 года назван в честь Сергия Радонежского.

## Обнаружение и именование
(4485) Радонежский
Открыт 27 августа 1987 года в Научном Л. И. Черных.
Назван в честь выдающегося деятеля Русской церкви Сергия Радонежского (ок. 1321—1391), весьма уважаемого человека, который считался в России защитником учеников и учёности. Активно поддерживал московского князя Дмитрия Донского в политике консолидации русских княжеств и в национальной освободительной борьбе против татаро-монгольского ига.
Оригинальный текст (англ.)4485 Radonezhskij
Discovered at Nauchnyj on 1987-08-27 by L. I. Chernykh.
Named in honor of Sergij Radonezhskij (c. 1321—1391), prominent figure in the Russian Church, a highly respected and honored person who was considered in Russia a protector of learners and learning. He actively supported Moscow Prince Dmitrij Donskoj in the policy of the consolidation of Russian principalities and in the national struggle for liberation against the Tartar-Mongolian yoke.
Источники: DISCOVERY.DB; M.P.C. 22502.

## Орбита

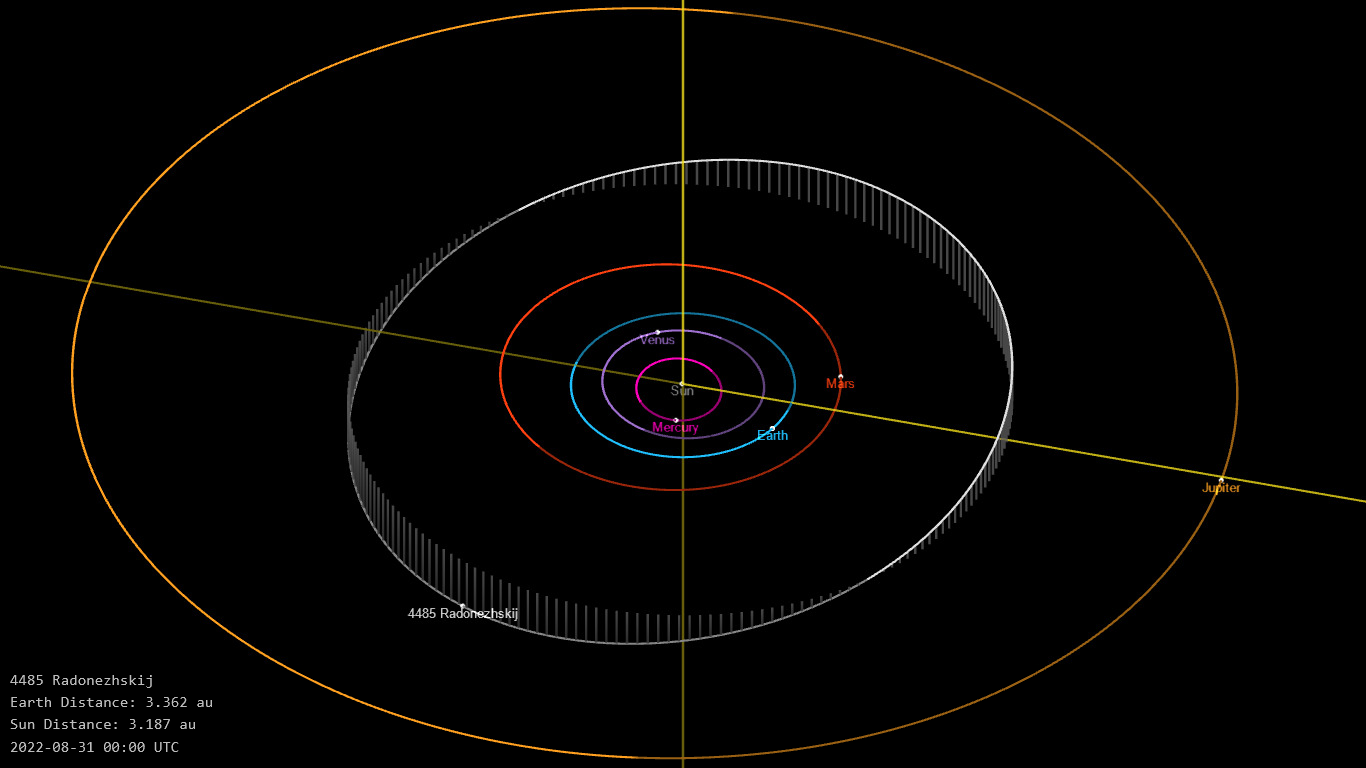
Орбита астероида Радонежский и его положение в Солнечной системе

## Физические характеристики
Из наблюдений телескопа VISTA следует, что астероид относится к таксономическому классу Cgx.
По результатам наблюдений в видимом и ближнем инфракрасном диапазоне космического телескопа NEOWISE диаметр астероида сначала оценивался равным 14,378±0,086 км, позже — 14,207±0,095 км. Согласно тем же источникам альбедо оценивается как 0,1634±0,0359 и 0,168±0,024.